# Scheifling
Scheifling è un comune austriaco di 2 172 abitanti nel distretto di Murau, in Stiria; ha lo status di comune mercato (Marktgemeinde). Il 1º gennaio 2015 ha inglobato il comune soppresso di Sankt Lorenzen bei Scheifling.